# Red Stallion in the Rockies
Red Stallion in the Rockies è un film del 1949 diretto da Ralph Murphy.
È un western statunitense ambientato in Colorado con Arthur Franz, Wallace Ford e Ray Collins.

## Produzione
Il film, diretto da Ralph Murphy su una sceneggiatura e un soggetto di Tom Reed, fu prodotto da Aubrey Schenck tramite la Aubrey Schenck Productions e girato a Aspen e a Glenwood Springs, Colorado, da metà luglio a metà agosto 1948. Il brano della colonna sonora Circus Song fu composto da Ralph Murphy (parole) e Harold Lewis (musica).

## Distribuzione
Il film fu distribuito negli Stati Uniti dal 2 maggio 1949 al cinema dalla Eagle-Lion Films.
Altre distribuzioni:
- in Finlandia il 25 agosto 1950 (Punainen ori vuorilla)
- in Svezia l'8 gennaio 1951 (Röde hingsten i Klippiga bergen)
- in Danimarca il 1º settembre 1952

## Promozione
Le tagline sono:
- RAGE-MADDENED ELK vs. MIGHTY OUTLAW STALLION
- one of the great thrills of Red Stallion's newest adventure!